# Europese kampioenschappen boogschieten 1974 (outdoor)
De Europese kampioenschappen boogschieten 1974 waren door de Fédération Internationale de Tir à l'Arc (FITA) georganiseerde kampioenschappen voor boogschutters. De vierde editie van de Europese kampioenschappen vond plaats in het Joegoslavische Zagreb van 23 tot en met 26 juli 1974.

## Resultaten

### Individueel
|        | Heren        | Dames            |
| ------ | ------------ | ---------------- |
| Goud   | Rudi Schiffl | Barbara Gould    |
| Zilver | Paul Jacobs  | Emma Gapczenko   |
| Brons  | Yucca Inkeri | Galina Archipova |

### Team
|        | Heren                                               | Dames                                            |
| ------ | --------------------------------------------------- | ------------------------------------------------ |
| Goud   | Rudi Schiffl Franz Enderle Werner Liebert           | Emma Gapczenko Galina Archipova E. Welland       |
| Zilver | Henri Brandt Arne Jacobsen Frithiof Rossen          | Barbara Gould Pauline Edwards Wallace            |
| Brons  | Giancarlo Ferrari Alfredo Massazza Sante Spigarelli | Anna-Lisa Berglund Lena Sjöholm Birgitta Sundman |